# Подмаренник сомнительный
Подмаренник сомнительный, или Подмаренник ложный (лат. Galium spurium) — вид однолетних травянистых растений из рода Подмаренник семейства Мареновые.

## Ботаническое описание
Однолетние травянистые растения с тонким корневищем.
Стебель (10)30-50(100) см длиной, в узлах утолщенный, обычно голый или реже опушенный, слабый, стелющийся. Диаметр 0,5-2 мм, четырехгранный, ветвящийся от основания. Цепкий с загнутыми на концах, обращенными к основанию шипиками по граням и ребрам.
Листья обратноланцетные или линейно-ланцетные, в мутовках по 4-6, 15-20(40) мм длиной, 1,5-2(3) мм шириной, к основанию вытянуты в черешки, верхушка с тонким длинным острием или притупленная. В средней части стебля собраны в мутовки по 6-8(10), сидячие. 5-40 х 1-5(-8) мм, обычно опушенные или коротковолосистые по верхней (адаксиальной) стороне.
Соцветия — рыхлые полузонтики, пазушные или на концах побегов, тройчато или вильчато разветвленные, 6 или 9-цветковые, редко простые с тремя или одним цветком. Цветки зеленовато-желтоватые или белые, 1-1,5 мм в диамтетре с 4 лепестками (лопастями), рассеченными на 2/3 длины. Прицветники листовидные или отсутствуют, 1-5 мм. Цветоносы 1-4 см длиной, цветоножки 0,5-15 мм длиной, голые.
Плоды 1-1,5 мм длиной, 2-3 мм шириной, двойчатые, красновато-коричневые, густо опушенные крючковатыми волосками, практически без бугорков.
Хромосомное число 2n = 20, 40.

## Распространение и экология
Ареал охватывает Среднюю Европу, Средиземноморье, Балканы, Среднюю и Малую Азию, Иран, Гималайский регион, Китай, Монголию, Северную Америку.
В России встречается в Европейской части, на Кавказе, в Западной и Восточной Сибири, на Дальнем Востоке.
Произрастает в кустарниках, на песчаных морских побережьях, по берегам рек, горным склонам, часто встречается как сорное в посевах и садах. Поднимается до 4600 м над уровнем моря.

## Хозяйственное значение и использование
Изредка используется в народной медицине|.

## Классификация

### Таксономия
- Galium spurium  L., 1753, Sp. Pl. : 106

Вид Подмаренник сомнительный включается в род Подмаренник (Galium) семейства Мареновые (Rubiaceae) порядка Горечавкоцветные (Gentianales), последовательно входящего в более крупные клады Ламииды → Астериды → Суперастериды → Эвдикоты → Цветковые растения. Таксономическая схема в соответствии с Системой APG IV по состоянию на июнь 2024 года:
|  |                          |  |                                   |                                   |                     |  | еще 4 семейства | еще 4 семейства |                              |  |                         |  | еще 671 подтвержденный вид и 66 видов, ожидающих подтверждения | еще 671 подтвержденный вид и 66 видов, ожидающих подтверждения |  |
|  |                          |  |                                   |                                   |                     |  | еще 4 семейства | еще 4 семейства |                              |  |                         |  | еще 671 подтвержденный вид и 66 видов, ожидающих подтверждения | еще 671 подтвержденный вид и 66 видов, ожидающих подтверждения |  |
|  |                          |  |                                   | порядок Горечавкоцветные          |                     |  |                 |                 | род Подмаренник              |  |                         |  |                                                                |                                                                |  |
|  |                          |  |                                   | порядок Горечавкоцветные          |                     |  |                 |                 | род Подмаренник              |  | 3 внутривидовых таксона |  |                                                                |                                                                |  |
|  | клада Цветковые растения |  |                                   |                                   | семейство Мареновые |  |                 |                 | вид Подмаренник сомнительный |  |                         |  |                                                                |                                                                |  |
|  | клада Цветковые растения |  |                                   |                                   |                     |  |                 |                 |                              |  |                         |  |                                                                |                                                                |  |
|  |                          |  | ещё 63 порядка цветковых растений | ещё 63 порядка цветковых растений |                     |  |                 | еще 611 родов   | еще 611 родов                |  |                         |  |                                                                |                                                                |  |
|  |                          |  |                                   | ещё 63 порядка цветковых растений |                     |  |                 |                 | еще 611 родов                |  |                         |  |                                                                |                                                                |  |

### Внутривидовые таксоны
- Galium spurium subsp. africanum Verdc.
- Galium spurium subsp. ibicinum (Boiss. & Hausskn.) Ehrend.
- Galium spurium subsp. spurium

### Синонимы
- Aparine spuria (L.) Fourr.
- Galium agreste var. leiospermon Wallr.
- Galium aparine f. spurium (L.) B.Boivin
- Galium aparine f. vaillantii (DC.) W.D.J.Koch
- Galium aparine prol. spurium (L.) Samp.
- Galium aparine subsp. spurium Dusén
- Galium aparine subsp. spurium (L.) Hartm.
- Galium aparine var. echinospermum (Wallr.) Farw.
- Galium aparine var. leiospermum (Wallr.) Westerl.
- Galium aparine var. spurium (L.) Hiern
- Galium aparine var. spurium (L.) W.D.J.Koch
- Galium aparine var. spurium (L.) Wimm. & Grab.
- Galium aparine var. vaillantii (DC.) W.D.J.Koch
- Galium spurium subsp. glabrum Gaudin
- Galium spurium var. echinospermum (Wallr.) Desp.
- Galium spurium var. echinospermum (Wallr.) Hayek
- Galium spurium var. genuinum Gren.
- Galium spurium var. leiospermon (Wallr.) Hayek